# Герб Гришківців
Герб Гришківців затверджений рішенням Гришківецької селищної ради.

## Опис герба
На синьому полі срібний голуб, який вилітає з розкритих рук природного кольору у вигляді літери «V», який супроводжується угорі золотим шістнадцятипроменевим сонцем. Щит розміщений у золотому картуші, верхня половина якого еклектична, а нижня утворена з колосків, унизу якого на золотій стрічці чорними літерами — «Гришківці», під стрічкою чорними цифрами — 1775. Щит увінчаний срібною міською короною.
Автор — В. Сватула, малюнок виконав О. Маскевич.